# Nikollë Nikprelaj
Nikollë Nikprelaj (montenegrino: Nikola Nikpreljaj; Tuzi, 16 maggio 1960) è un cantante e musicista albanese.
È abbastanza famoso nella penisola balcanica, ha riscosso successo soprattutto in Albania e in Kosovo; gli strumenti che suona sono: çiftelia, fyelli e sharki. Canta in albanese, spesso partecipa ad alcuni programmi radiofonici albanesi, in cui canta e suona. Ha partecipato a numerosi concerti e festival in Albania e in Kosovo.